# 圣心主教座堂 (德里)
28°37′43″N 77°12′24″E / 28.628699°N 77.206651°E
耶稣圣心主教座堂（Sacred Heart Cathedral）是一座罗马天主教主教座堂，印度德里最古老的教堂建筑之一。

## 历史
方济各会会士路加神父发起建造这座教堂，1929年，阿格拉总主教为其奠基，1930年开始建造。安东尼·德·梅洛爵士捐赠了教堂的大理石正祭台，阿格拉总主教赠送了钟、法衣。工程资金由大英帝国殖民地官员出资。  

## 建筑
教堂建筑由英国建筑师亨利·梅德设计，为意大利风格。立面设计了圆形塔楼、白色柱子，每侧入口设门廊。内部为高耸的弧形屋顶。

## 德里相關教堂
- 中央浸信会 (德里)
- 救主堂 (德里)
- 圣雅各教堂 (德里)
- 圣司提反教堂 (德里)